# FC Gullegem

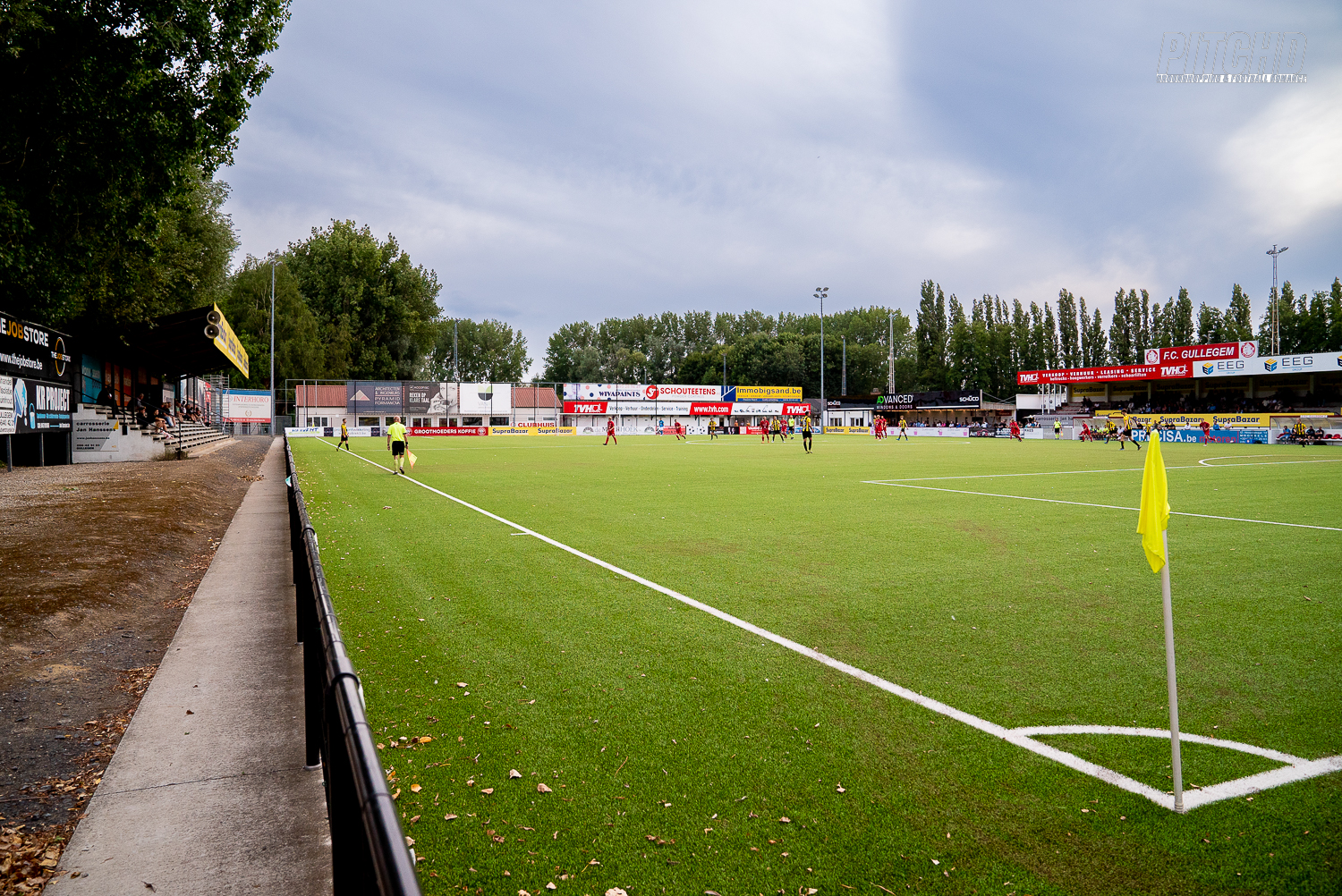
Poezelhoek Stadion, FC Gullegem

FC Gullegem is een Belgische voetbalclub. De club is aangesloten bij de KBVB met stamnummer 9512 en heeft wit en rood als kleuren.

## Geschiedenis
De voetbalclub werd opgericht in juli 2008 nadat Gullegem zich terugtrok uit de fusieclub KSK Wevelgem City. De club werd opgericht zes jaar na het verdwijnen van SK Gullegem, dat in 2002 was opgegaan in fusieclub Wevelgem City. Volgens de reglementen van de voetbalbond kan een vroegere clubnaam pas na tien jaar opnieuw gebruikt worden, dus was het na deze zes jaar nog niet mogelijk de oude vertrouwde naam aan te nemen.
De club ging in de competitie van start in het seizoen 2008/09 op het laagste niveau in West-Vlaanderen, Vierde Provinciale, en werd er meteen kampioen. Daarnaast haalde de ploeg de kwartfinales in de beker van West-Vlaanderen, waarin ze werd uitgeschakeld door Sassport Boezinge na het nemen van strafschoppen.
De club bleef de volgende jaren succesvol, en werd in 2009/10 ook in Derde Provinciale meteen kampioen, en herhaalde dit in 2010/11 ook in Tweede Provinciale. De club promoveerde zo voor de derde keer op rij en trad vanaf 2011 aan in Eerste Provinciale. Het eerste seizoen in die klasse eindigde men als vierde en mocht de eindronde spelen. Hierin verloor men tweemaal van KSK Oostnieuwkerke. In 2012/13 werd de club drie speeldagen voor het einde van de competitie kampioen na een 6-1-overwinning tegen Club Roeselare, de vierde titel in vijf jaar. Vijf jaar na haar oprichting promoveerde de club zo voor het eerst in haar bestaan naar de nationale reeksen, amper 11 jaar na het verdwijnen van voorganger SK Gullegem. Ook in Vierde klasse behaalde Gullegem in 2013/2014 meteen de titel, waardoor de club in 2014 naar Derde klasse steeg.
Op 8 mei 2018 werd hoofdtrainer Pascal De Vreese ontslagen, volgens de club vanwege een verschil in toekomstvisie.

## Resultaten
| Seizoen | Klasse | Klasse | Klasse | Klasse | Klasse | Klasse | Klasse | Klasse | Klasse | Reeks                                                    | Punten                                                   | Opmerkingen                                              |
|         | I      | I      | II     | III    | IV     | P.I    | P.II   | P.III  | P.IV   |                                                          |                                                          |                                                          |
| ------- | ------ | ------ | ------ | ------ | ------ | ------ | ------ | ------ | ------ | -------------------------------------------------------- | -------------------------------------------------------- | -------------------------------------------------------- |
| 2008/09 |        |        |        |        |        |        |        |        | 1      | Vierde provinciale D                                     | 76                                                       |                                                          |
| 2009/10 |        |        |        |        |        |        |        | 1      |        | Derde provinciale C                                      | 67                                                       |                                                          |
| 2010/11 |        |        |        |        |        |        | 1      |        |        | Tweede provinciale B                                     | 74                                                       |                                                          |
| 2011/12 |        |        |        |        |        | 4      |        |        |        | Eerste provinciale                                       | 54                                                       | verlies in provinciale eindronde van KSK Oostnieuwkerke  |
| 2012/13 |        |        |        |        |        | 1      |        |        |        | Eerste provinciale                                       | 76                                                       |                                                          |
| 2013/14 |        |        |        |        | 1      |        |        |        |        | Vierde klasse A                                          | 72                                                       |                                                          |
| 2014/15 |        |        |        | 12     |        |        |        |        |        | Derde klasse A                                           | 43                                                       |                                                          |
| 2015/16 |        |        |        | 11     |        |        |        |        |        | Derde klasse A                                           | 45                                                       |                                                          |
|         | 1A     | 1B     | 1Am    | 2Am    | 3Am    | P.I    | P.II   | P.III  | P.IV   | Vanaf 2016-17 zijn er 3 nationale en 2 regionale niveaus | Vanaf 2016-17 zijn er 3 nationale en 2 regionale niveaus | Vanaf 2016-17 zijn er 3 nationale en 2 regionale niveaus |
| 2016/17 |        |        |        | 10     |        |        |        |        |        | Tweede klasse Am. VV A                                   | 37                                                       |                                                          |
| 2017/18 |        |        |        | 10     |        |        |        |        |        | Tweede klasse Am. VV A                                   | 40                                                       |                                                          |
| 2018/19 |        |        |        | 13     |        |        |        |        |        | Tweede klasse Am. VV A                                   | 35                                                       |                                                          |
| 2019/20 |        |        |        | 5      |        |        |        |        |        | Tweede klasse Am. VV A                                   | 39                                                       | Vroegtijdig stopgezet wegens de Coronacrisis             |
| 2020/21 |        |        |        |        |        |        |        |        |        | Tweede klasse Am. VV A                                   |                                                          | Afgelast wegens de Coronacrisis                          |
| 2021/22 |        |        |        | 8      |        |        |        |        |        | Tweede klasse Am. VV A                                   | 41                                                       |                                                          |
| 2022/23 |        |        |        | 15     |        |        |        |        |        | Tweede Afdeling A                                        | 41                                                       |                                                          |
| 2023/24 |        |        |        | 10     |        |        |        |        |        | Tweede Afdeling A                                        | 47                                                       |                                                          |
| 2024/25 |        |        |        | 14     |        |        |        |        |        | Tweede afdeling A                                        | 31                                                       |                                                          |
| 2025/26 |        |        |        |        |        |        |        |        |        | Tweede afdeling A                                        |                                                          |                                                          |